# NGC 2285
NGC 2285 — двойная звезда в созвездии Близнецы.
Этот объект входит в число перечисленных в оригинальной редакции «Нового общего каталога».
Гарольд Корвин считает, что объект на самом деле является одиночной звездой, которая ярче двойной звезды, расположенной в 1,5' от объекта Д'Арре, поэтому могла быть чётко видной в окуляре, а также она расположена ближе к его координатам для NGC 2285.